# تكاتف
برنامج تكاتف للتطوع الاجتماعي هو مبادرة وطنية تطوعية في دولة الإمارات العربية المتحدة . هي إحدى المبادرات الرئيسية لمؤسسة الإمارات ،  وهي منظمة خيرية تأسست عام 2007 في الإمارات العربية المتحدة تحت رعاية صاحب السمو الشيخ محمد بن زايد آل نهيان ، ولي عهد أبوظبي ونائب القائد الأعلى. القوات المسلحة الإماراتية. تم إطلاق تكاتف في أبوظبي في أبريل 2007.
تكاتف تعمل على خلق ثقافة التطوع في جميع أنحاء الإمارات العربية المتحدة. يوفر البرنامج لجميع سكان الدولة فرصة للتطوع في بيئة إماراتية من خلال الأنشطة التي تعزز المشاركة المجتمعية والهوية الوطنية والمواطنة .

## روابط خارجية
مبادرة تكاتف للتطوع الاجتماعي